# Inghem
Inghem è un comune delegato e frazione del comune di Bellinghem, situato nel dipartimento del Passo di Calais nella regione dell'Alta Francia. In precedenza comune autonomo, il 1º settembre 2016 è confluito insieme all'ex comune di Herbelles nel nuovo comune di Bellinghem.

## Società

### Evoluzione demografica
Abitanti censiti